# Lutz Diwell
Lutz Diwell (* 6. September 1951 in Berlin) ist ein deutscher Jurist. Von Dezember 2005 bis November 2009 war er Staatssekretär im  Bundesjustizministerium.
Nach dem Besuch des Gymnasiums studierte er das Fach der Rechtswissenschaften von 1971 bis 1975 an der Universität Tübingen. Im Bezirk des  Oberlandesgerichts Stuttgart begann er ab 1976 seine staatliche juristische Laufbahn als Referendar bis 1979.
Danach wechselte er nach Berlin und nahm dort die Stellung eines Staatsanwalts an, wobei er sich mit Delikten im Bereich der Wirtschaft beschäftigte. Auch betätigte er sich bei der Informationsverarbeitung, wobei er bei der Aufstellung einer entsprechenden Abteilung mitwirkte.  
Im Jahre 1989 nahm er eine Beschäftigung im Dienstbereich der Justizverwaltung des Landes Berlin bei der Senatorin Jutta Limbach auf. Dort leitete er von 1994 bis 2001 eine Abteilung, die sich mit Strafdelikten beschäftigte, aber auch die internationale Zusammenarbeit betraf.  
Der Innensenator von Berlin, Ehrhart Körting, ernannte ihn im Jahre 2001 zum Staatssekretär. In dieser Position hatte er Aufgaben der Staatskanzlei des Innensenators zu bearbeiten, die den Verfassungsschutz und die Organisation der Polizei betrafen. 2003 berief ihn Otto Schily als Staatssekretär ins Bundesinnenministerium. In dieser Funktion unterzeichnete er u. a. die Dienstanweisung, die es Bundesbehörden ermöglichte, private Personalcomputer (PC) online zu untersuchen. Er verteidigte diese Dienstanweisung damit, dass er vorgab, diese Aktionen hätten sich nur gegen inaktive Internetforen gerichtet.
Er vertrat die Ansicht, es sei gegen Journalisten strafrechtlich vorzugehen, die Dienstgeheimnisse veröffentlichen würden. Es dürfe nach seiner Ansicht kein Journalistenprivileg geben.
Nach dem Regierungswechsel 2005 übernahm er von Hansjörg Geiger den Posten des Staatssekretärs im Bundesjustizministerium. Im November 2009 wurde er von Birgit Grundmann abgelöst.
Er ist verheiratet mit Margret Diwell.